# پیکره متنی ئاسوسافت
پیکرهٔ متنیِ ئاسوسافت 
(به کردی سورانی: ئاسۆسافت) اولین پیکرهٔ متنیِ حجیم زبان کردی سورانی است که توسط گروه پژوهشیِ ئاسوسافت (ئاسۆسافت) گردآوری و پردازش شده‌است. این پیکره دربردارندهٔ ۴۵۸٬۰۰۰ سند متنیِ زبان کردی سورانی (کردی مرکزی) است که عمدتاً از وبگاه‌ها، روزنامه‌ها، کتاب و مجلات کردی جمع‌آوری شده‌است. پیکرهٔ ئاسوسافت حاوی ۱۸۸ میلیون نشانه است که حدود ۲۲ درصد از این پیکره دارای برچسب موضوعیِ متون است و می‌توان از آن برای دسته‌بندی موضوعیِ متون استفاده کرد. علاوه بر این، از پیکره برای پژوهش‌های زبان‌شناسی و سایر حوزه‌های پردازی زبان طبیعی، مانند بازشناسی گفتار، استخراج مدل زبانی، و استخراج واژه‌نامه می‌توان استفاده کرد.